# Syvänsaari (ö i Norra Savolax, Norra Savolax, lat 63,48, long 26,69)
Syvänsaari är en ö i Finland. Den ligger i sjön Sulkavanjärvi och i kommunen Kiuruvesi i den ekonomiska regionen  Övre Savolax ekonomiska region  och landskapet Norra Savolax, i den centrala delen av landet, 400 km norr om huvudstaden Helsingfors. Öns area är 17,2 hektar och dess största längd är 0,8 kilometer i nord-sydlig riktning.